# La Puerta, Texas
La Puerta là một nơi ấn định cho điều tra dân số (CDP) thuộc quận Starr, tiểu bang Texas, Hoa Kỳ. Năm 2010, dân số của nơi này là 632 người.

## Dân số
- Dân số năm 2000: 1636 người.
- Dân số năm 2010: 632 người.